# Essekerski govor
Essekerski govor je hrvatski naziv za miješani osječko njemački govor u izumiranju. Izvedenica je od riječi Esseker, a ova od toponima Essek ,Osijek‘ (mađarski Eszék, standardnonjemački Esseg [’εsεk]). Govornici essekerskoga govora zovu svoj govor esekeriš.

## Nastanak essekerskog govora
Uvjeti za nastanak osječkog govora njemačkog jezika počinju nastajati krajem 17. stoljeća kad je Slavonija nakon 160 godina turske vladavine Karlovačkim mirom 1699. pripala Austriji  – moćnoj državi onoga vremena u čijem sastavu su bile neke danas samostalne europske države te dijelovi današnje Njemačke i Italije. Za ratne zasluge u borbi protiv Osmanskog Carstva austrijska vlada poklanja opustjele zemljišne posjede svom plemstvu i zdušno mu pomaže u kolonizaciji Slavonije. U Osijek, ondašnje vojno središte Slavonije i Srijema, počeli su pristizati vojne osobe, činovnici, obrtnici, trgovci, seljaci. Doseljenici su govorili jezikom svoga zavičaja, pa je u gradu bilo zastupljeno više pretežno bavarsko-austrijskih dijalekata s elementima pograničnih dijalekata staroga kraja. Tomu valja dodati jezike u dodiru: razgovorni njemački jezik austrijske varijante kojim je govorio obrazovaniji dio gradskog stanovništva, jezik austrijske administracije, pa hrvatski, srpski i mađarski. Osijek poprima karakteristike mjesta s više etničkih grupa, više jezika i kultura. U njemu njemački entitet ima sve do osnutka Kraljevine Srba, Hrvata i Slovenaca vodeću ulogu u kulturnom i gospodarskom životu grada. U 19. se stoljeću počinju tiskati knjige i novine na njemačkom jeziku: Der Volksredner (1848.), Esseker Lokalblatt (1864.), Landbote (1864.), Die Drau (1868.), Slawonische Presse (1885.). Intenzivni kontakti više njemačkih narječja s negermanskim jezicima na uskom gradskom području doveli su do nastanka specifičnog osječkog njemačkog idioma s primjesama jezika u dodiru. Njime su govorili prije svega pripadnici nižih društvenih slojeva njemačkog dijela osječkog stanovništva, ali su ga razumjeli i povremeno koristili i pripadnici drugih nacionalnosti. Po svoj prilici višejezični govornici nisu bili u stanju držati jezične sustave odvojeno, pa je u međusobnoj komunikaciji u istom govornom činu često dolazilo do prekapčanja iz jednog jezičnog sustava u drugi. Tu su pojavu – u namjeri da zabave svoje čitatelje – majstorski iskoristili autori essekerskih tekstova.

## Pismo i pravopis
Essekerski je služio osječkim građanima u pravilu u usmenoj komunikaciji. U situacijama pak kad je trebalo ostaviti komu koju pisanu poruku Essekeri su se služili hrvatskim latiničnim pismom, slijedeći hrvatski pravopis u mjeri koja je ovisila o stupnju obrazovanosti autora poruke.

## Izgovor pojedinih glasova
Za Essekere je karakteristično da im izgovor varira ovisno o tome koliko je bio jak utjecaj materinskog dijalekta, jezika u dodiru i njemačkog jezika kao nastavnog predmeta (kod onih govornika koji su u školi pohađali nastavu njemačkog kao stranog jezika).
Fonetski karakter hrvatskog latiničnog pisma vrijedi za essekerski govor samo djelomično, pa hrvatski čitatelj nema mnogo koristi od pravila „čitaj kako je napisano“ ako ne poznaje dovoljno razgovorni ili standardni njemački jezik. 

#### Samoglasnici i dvoglasnici
Samoglasnici mogu biti dugi i kratki, npr. gas [ga:s] ,plin‘, brukn [brukn] ,most‘. Nenaglašeni samoglasnik na kraju riječi ili prefiksa izgovara se oslabljeno, npr. u riječima libe [’li:be] ,ljubav‘, oda [’o:da], ili‘, pezuh [pe’zu:x] ,posjet‘.
- Dugi samoglasnici: [a:] štan ,kamen‘, [e:] ken, ići‘, [ε:] enlih, ,sličan‘, [i:] lid ,pjesma‘, [o:] tog ,dan‘, [u:] fizuln ,mahune‘.
- Kratki samoglasnici: [a] tant ,tetka, strina, ujna‘, [ε] nest ,gnijezdo‘, [i] ima ,uvijek‘, [o] folk ,narod‘, [u] truml ,doboš‘.
- Dvoglasnici su: ai, au, ea, ei, ia, iu, oa, ou, ua, uo: paiarin ,seljanka‘, rauba ,razbojnik‘, mea ,više‘, teafn ,smjeti‘, leibm ,živjeti‘, eisn ,jesti‘, mia ,meni‘, ,mi‘, viat ,gostioničar‘, joa ,godina‘, goatn ,vrt‘, ouni ,bez‘, touh, ipak, ali; pa, ta, ma‘, pefua ,prije nego‘, fuorn ,naprijed‘.

#### Suglasnici
Razlika u izgovoru suglasnika između essekerskog govora i hrvatskog jezika najveća je kod glasova predstavljenih slovom h koje u esekerskom označuje sljedeća tri glasa:
- [h] na početku riječi ili sloga pred samoglasnikom (tzv. Hauchlaut). Sličan je hrvatskom glasu [h], ali je znatno slabiji, jedva se čuje: hajt ,danas‘, hobm, imati‘, hulc ,drva‘, kvounhajt ,navika‘.
- [X] iza a, o, u, au, ou (tzv. Achlaut). I on je sličan hrvatskom [h], samo je znatno jači: ah, ah‘, toh ,krov‘, puh [pu:x] ,knjiga‘, pauh ,trbuh‘, vouhn ,tjedan‘.
- [ç] iza e, i, ai, aj, l, n, r  (tzv. Ichlaut). Jezik se nalazi u položaju za izgovor glasa [i] ili [j], a izgovori se [h]: heht ,štuka‘, ih ,ja‘, raih ,bogat‘, solhi ,takvi‘, monhi ,neki‘, tuarh ,kroz‘.

Dalja razlika postoji u izgovoru glasa [k] koji je u essekerskom pred samoglasnikom često aspiriran, npr. kouhn [khouxn] ,kuhati‘, kairotn [’khairo:tn] ,udati se, oženiti se‘. Essekersko [r] se u usporedbi s hrvatskim [r] odlikuje manjim brojem vibracija i slabijeg je intenziteta: reidn [re:idn] ,govoriti‘, ondare ,drugi‘. Skup slova ng predstavlja nazalni glas [ŋ]: jung [juŋ]; vrlo je sličan glasu koji se čuje u hrvatskim riječima bitanga, mangup te ispred [k] u riječima banka, Anka, Ranka.

## Naglasak
U essekerskom govoru naglasak je dinamičan. Odlikuje se samo jačim ili slabijim intenzitetom i u pravilu se podudara s naglaskom u standardnom njemačkom jeziku, npr. oda [’o:da] = oder, ili‘, lehalih [’lεxaliç] = lächerlich ,smiješan‘, familie [fa’mi:lie ] = Familie ,obitelj‘, ,porodica‘, tarum [ta’rum] = darum ,zato‘, fazuhn [fa’zu:xn] = versuchen ,pokušati‘.

## Leksik
Glavni dio leksika essekerskog govora čine leksičke jedinice više bavarsko-austrijskih narječja s primjesama pograničnih njemačkih dijalekata u staroj postojbini. Velik udio u leksiku essekerskog ima bečko narječje (npr: behm ,nabadati‘, brukn ,most‘, brustn ,rvati se‘, busl ,pusa, poljubac‘, brazetl ,narukvica‘; otata ,djed‘, omama ,baka‘ i mnoge druge), ali i jezik austrijske administracije u Osijeku onoga vremena. Zbog takve jezične šarolikosti u essekerskom govoru postoji obično više leksičkih inačica za isti sadržaj,  npr.:  faceln, eaceln  ,pripovijedati‘; muagn, muargn, muaring ,jutro‘; umasunst, umazunst, umsunct ,uzalud‘.

## Tragovi hrvatskog jezika
Položaj hrvatskog jezika u osječkoj sredini mijenjao se u skladu s političkim statusom hrvatske nacije u okviru Austrije odnosno Austro-Ugarske i nakon njena raspada. Kao jezik autohtonog dijela stanovništva služio je za sve to vrijeme u Osijeku u izvjesnoj mjeri i pripadnicima drugih etničkih skupina kao sredstvo sporazumijevanja, pa je tako i on bio u međujezičnom dodiru i primalac i davalac. 

#### Leksičko posuđivanje
Leksičko se posuđivanje ostvaruje na više načina. 
- Posuđena leksička jedinica zadržava osnovni oblik hrvatskog jezika. Govornik essekerskog govora dodaje npr. imenici samo član ili koji drugi determinativ: a Đorđe ,stotka, sto dinara, stoja‘, ti vračka ,vradžbina‘, ti picmilka ,ženska‘, majn komšija ,moj susjed‘. Glagol je u infinitivu. Vremenska realizacija radnje, zbivanja ili stanja proizlazi iz konteksta (Amol sou štoak nalokan iza ondi draubrukn kongan, hoda sih runda bacit unt udavit. ,Jednom je tako jako nalokan otišao na dravski most, bacio se i udavio.‘) Takvi slučajevi jezičnog posuđivanja posljedica su interferencije pri upotrebi essekerskog govora kad dvojezični govornik u istom govornom činu iz bilo kog razloga posegne za hrvatskom leksičkom jedinicom. Posebno mjesto zauzimaju uzvici i psovke. Govornici ih obilato koriste u preuzetom obliku, najčešće bez glagola.
- Posuđenu riječ, essekerski govornik prilagođuje gramatici svog narječja, dodajući joj njemačke flekseme. Tako od častiti tvori infinitiv častian,  a imenicama glumac, harmonikaš, pendrekaš, muktaš, cugaroš i pajdaš dodaje u množini -n: glumacn, harmonikašn, pendrekašn, muktašn, cugarošn, pajdašn.
- Od posuđene hrvatske imenice i neke essekerske, govornik tvori hibridne složenice: dudapam   < dud + pam ,drvo‘ ,dud‘, moungužvara < moun ,mak‘ + gužvara) ,makovnjača‘.
- U rijetkim slučajevima posuđeni element je dio hrvatske sintagme. U sprezi s esekerskim elementom, prijevodnim ekvivalentom neposuđenog dijela hrvatske leksičke jedinice, tvori hibridnu konstrukciju poput makar vos ,makar što‘, u nesvist foln ,pasti u nesvijest‘, štia vi ti puška ,gol ko puška‘, šike vi majka ,pijan ko majka‘.
- Neke su sintagme doslovni prijevodi s hrvatskog. Dio njih su pogreške nastale interferencijom, a neke su integrirane u essekerski govor: sih engliš mohn  ,praviti se Englez‘, anam mit vos am nopl kvoksn sajn (srpski: izrasti komu s nečim na pupak) ,previše dosađivati komu nečim’, cuda hailign Ana rauskuman (osječki: otići svetoj Ani) ,umrijeti‘ (prema nazivu groblja Sv. Ana), on ta ondari velt šikn ,poslati na drugi svijet‘, via kanounan šlofn ,spavati k’o top‘, sih šein trogn (umjesto: sih šein klajdn) ,lijepo se nositi‘, sih mohn ols von ... (umjesto: sih šteln ols von ... ili tun, ols von ...) ,praviti se kao da ...‘.

#### Semantičko posuđivanje
U slučaju semantičkog posuđivanja govornik dodaje postojećoj essekerskoj riječi značenje semantički opsežnijeg hrvatskog ekvivalenta. Potvrde za ovaj tip posuđivanja nalaze se samo u tekstovima nastalim krajem 20. i početkom 21. stoljeća. Uzrok tomu valja tražiti u činjenici da su ti tekstovi nastali u vrijeme kad već pedesetak godina ne postoje nikakvi preduvjeti za normalno funkcioniranje essekerskog govora tako da ono i kod onih koji su se njime nekada služili sve više gubi od svoje izvornosti i sve jače potpada pod utjecaj hrvatskog govornog jezika. U njima se, primjerice, essekereskoj odnosnoj zamjenici vos dodaje značenje hrvatskog subjunktora što za slučajeve kad bi u essekerskom govoru trebalo upotrijebiti tas (Ih pin sea štolc trauf, vos ih sou a grousn jega kent hop. Vrlo se ponosim time što sam poznavao tako velikog lovca‘) a subjunktoru ols tas  koji inače znači ,nego da‘ ili, a da‘ značenje hrvatskog poredbenog veznika kao da (Hajte sajn oli lajt jedn tog šen onkcougn, ols tas a jedn tog sundok is unt misn net oabajtn. ,Danas su svi ljudi svakog dana lijepo obučeni kao da je svaki dan nedjelja i da ne moraju raditi.‘)

#### Promjene u glagolskoj valenciji
I promjene u glagolskoj valenciji rezultat su djelovanja hrvatskog jezika na upotrebu essekerskog govora. Naročito su izražene u prijedložnoj frazi kao dopuni uz neke glagole i glagolske imenice. Prijedlog takve fraze u essekerskom doslovan je prijevod hrvatskog prijedloga: fatraun in jemont (,povjerenje u nekoga‘) umjesto fatraun cu jemont; hean fia (,čuti za‘) umjesto hean fun; sogn auf tes (,reći na to‘) umjesto sogn tacu; sogn fia (,reći za‘) umjesto sogn fun.

## Tragovi mađarskog jezika
Pri oslovljavanju starijih osoba essekerski govornici koriste mađarske riječi neni za ženske i bači za muške osobe: Katineni ,teta Kata‘, šlahtlabači ,čika mesar‘, a uzvikom joj istenem (< hr. joj + mađ. istenem, moj Bože’ izražavaju čuđenje ili daju svom izričaju jaču ekspresivnost (Tos izjo koaniks, joj ištenem, vos hobi eašt mid majn goutselign Tonči auskštondn!, a, nije to ništa; joj Bože, što sam tek ja pretrpjela s mojim pokojnim Tončijem!‘). Više o tome u: Wild (2001b). Vidi Bibliografiju.

## Publikacije na essekerskom govoru
Essekerski govor prvi je zabilježio Lujo Plein u svom djelu Die essekerische Sprechart, Band I–V, Osijek 1929–1938. Zbog majstorski prikazane životne filozofije malih ljudi, ali prije svega zbog virtuozne umješnosti fonetskog bilježenja tih razgovora Pleinovi tekstovi djeluju vrlo impresivno. Njegova je želja bila ne samo da svojim tekstovima zabavi Osječane nego i da dijalektolozima ponudi materijal za studij esekerskog narječja. Korištenje hrvatskog latiničnog pisma Plein opravdava njegovim fonetskim karakterom te tvrdnjom da govornici essekerskog govora nisu poznavali njemačku ortografiju. Za razliku od hrvatskog pravopisa imenice je pisao velikim početnim slovom kako bi njegove tekstove lakše razumjeli i oni Nijemci koji ne znaju hrvatski. Devet godina nakon objavljivanja Pleinova posljednjeg sveska javlja se Vladimir Hafner alias VLA-HA sa svojim Esekeriše kšihtn u satiričnim dvotjednicima Kornjača i Krokodil, a 1940. Ernest Dirnbach objavljuje u Hrvatskom listu svoja nepotpisana  Ulična prisluškivanja „fetera“ Franje (Podatak da je Dirnbach autor novinskih priloga navodi Alojzije Šmit u knjizi Osječani, gdje ste, da ste .... Osijek, 1994, str. 45).  Krajem devedesetih godina 20. stoljeća Miroslav Stilinović alias „feta“ Gilika piše svoje Esekeriše kuackšihtn, kolumnan, prife u kojima sa simpatijom i toplinom pripovijeda o životu u starom Osijeku. Objavljene su u Beču 2001. god. u knjizi ESSEKERISCH. Das Osijeker Deutsch Velimira Petrovića (ur.), str. 295–342.  Za razliku od Pleinovih likova s dna društvene ljestvice Stilinovićevi likovi pripadaju različitim društvenim slojevima. Dio svojih priča Stilinović objavljuje kasnije u rubrici Esekeriši ek časopisa Deutsches Wort u Osijeku. Nakon njegove smrti 2007. časopis ukida rubriku jer nema više nikoga tko bi za nju pisao.

### Dva priloga
Seabus … Feači … hat vu pist sou long kvesn? – Ta vast, bogati… in Harešt voa ih. – Ha varum hom’stih ainkastlt? – Ta val ih am Fošing pam „Taljan“ im Viacaus krauft hop. – Ha mit vem ten? – Ta mid’anaran „Benzin-kuča“, val ih sainara „Šari“ hop drolja ksogt … hot’a mih onkremplt … via vidiga. Ih hop ta im ani hinkvošn … tea hot klaubt, tar „Gutman“ hot’im kštraft … Avamol voa a „Drot“ to unt hot mih aradijt mit comst ten „sroljo“. – Ha von pist rauskuman? – Šun kestan in’da Fru … Oba ten vea’ihta – Bogamu njegovog  – nouh vošn … pizi ta im nua taviš. – Hat vos mohst jecat? – Pa jecat pini ta faciarant, unt afta Vouhn kema afti oldi Drau pecati. Holst mit? – Ha varum ten net? – Kum, kema to cum „Biser“ af a Deci „Rakouci“. – Alstan, ih pin ainfaštont’n. (Lujo Plein: Die essekerische Sprechart, Band I, str. 5.)
- (Prijevod na hrvatski)Susret dvojice prijatelja nakon duga vremena u Ružinoj ulici

Servus … Ferči! … Pa gdje si bio tako dugo? – Ta znaš, bogati … u zatvoru sam bio. – A zašto su te zatvorili? – Zato što sam se na fašniku tukao kod „Talijana“ u gostionici. – A s kim to? – S jednim šoferom … Zato što sam njegovoj ljubavnici rekao da je drolja … gurnuo me ko pomahnitao. Opalio sam mu takvu pljusku … da je pomislio da ga je gucika (= vlak) tresnuo … Odjednom evo ti pajkana i uhiti me skupa sa sroljom. – A kad si izašao? – Još jučer ujutro … No, toga ću – boga mu njegovog! – još tući … kad ti ga samo uhvatim. – I što sad radiš? – Sad sam ti bez posla … a idućeg tjedna idemo na Staru Dravu pecati … Hoćeš s nama? – Što da ne?

– Dođi, hajdemo u „Biser“ na deci rakije. – E, nemam ništa protiv.
– Astan, libi komšinice, to hob ih inan kproht a špendaž. – Hat, gle, gle, fun vu hobns ten ten kuhllefl? Baš vam fala, ten jecat kumt ti sezona, tas ma sul ukuvavati ti paradajzije! – Se visn jo koa net, tas hajti voa ti sveta Ana. Hat to pin ih holt hinkongan af ten kirvaj und hob fia oli majni komšinice ajnkičt špendažn, ta Čagljevićin a grousas licitarsko srce, tamit si sul segn, tas ih pin a osoba mita kutn heac unt net a falična, sou vi si tes is. Ta Čamagajevićin hob ih ajnkičt a routn kampl und a špigl, tamit si net sul ima sou kraupat rumzuan, sou vi a heks, und inan hob ih holt ajnkičt a drvena kašika. Oba tes šensti špendaž hob ih kmoht majnam Gavro, ten vos ih hob ajnkičt sajn hajligi pilda. «To host tu olda grešnik», hob ih im ksokt, «vons mehtast vean opet a pošten čovjek, tea vos sih tut svaki dan pomoliti tem dragi Bog.» Majn Gavro hot oba niks ksokt, vajl ea hot špundike, tas ea kentat mih razljutiti, vajl ih pin a jako religiozna ženska. Oba barem von ih im net hetat ksokt, tas ma tut slaviti ti sveta Ana. Ea hot klajh nohštudiat iba oli Ane, ti vos sajn sajni poznati und is kongan čestitati. Tapaj hot ea sih ljucki onkšvast, vos im ibahaupst ništa net hot koust [...]. (Hrvatski list / Nedjelja, 28. srpnja 1940.)
- (Prijevod na hrvatski) "Čika" Franjina ulična prisluškivanja

Dakle, draga komšinice, evo donijela sam vam jedan poklon. – E, gle, gle, odakle vam ova kuhača? Baš vam fala jer sad dolazi sezona, pa će trebati ukuhavati paradajz. – A vi, znači, uopće ne znate da je danas bila Sveta Ana. Ja sam vam otišla na kirvaj i svim komšinicama kupila poklone. Čagljevićki sam kupila veliko licitarsko srce da vidi da sam osoba dobra srca, a ne falična kao ona. Čamagajevićki sam kupila crven češalj i ogledalo da ne hoda ko vještica stalno raščupana, a vama sam kupila drvenu kašiku. Ali najljepši poklon dala sam svom Gavri; njemu sam kupila svete slike. «Evo ti, stari grešniče», rekoh mu, «ako želiš opet postati pošten čovjek što se svaki dan pomoli dragom Bogu.» Moj Gavro međutim ne reče ništa; boji se da bi me mogao razljutiti jer sam jako religiozna ženska. Da mu bar nisam rekla da se slavi Sveta Ana! Odmah se sjetio svih Ana znanica i otišao im čestitati.  Pritom se ljudski napio, što ga baš ništa nije koštalo […].